# Filip Novák (Fußballspieler)
Filip Novák (* 26. Juni 1990 in Přerov) ist ein tschechischer Fußballspieler.

## Karriere

### Vereine
Novák begann seine Profikarriere im April 2009 bei FC Fastav Zlín. Hier spielte er in drei Spielzeiten mit und wechselte im Juli 2011 zum tschechischen Erstligisten FK Jablonec. Bei diesem Verein avancierte Novák mit 21 Jahren nach der ersten Saisonhälfte zum Stammspieler. In der Spielzeit 2014/15 gelang ihm als Verteidiger elf Tore zu erzielen, somit leistete er seinen fußballerischen Beitrag zum dritten Rang in der tschechischen Meisterschaft seiner Mannschaft bei und waren die zweittorreichste Mannschaft der Spielzeit. Am Saisonende gehörte Novák zu den acht erfolgreichsten Torschützen der Erstliga-Saison.
Mit seinem Wechsel zum dänischen Verein FC Midtjylland setzte er seine Karriere gegen Ende August 2015 im Ausland fort. Mit den Wölfen aus Midtjylland erreichte Novák in der Saison 2015/16 das Sechzehntelfinale der UEFA Europa League und schieden gegen Manchester United aus, somit gelang ihnen bis dato der größte Erfolg der eigenen Vereinseuropapokalgeschichte.
Während der Saison 2017/18 wurde er im Januar 2018 vom türkischen Erstligisten Trabzonspor für zweieinhalb Jahre verpflichtet.
Nach Vertragsende bei Trabzonspor wechselte Novák im August 2020 zur Saison 2020/21 zum Ligakonkurrenten Fenerbahçe Istanbul.
Im September 2022 wechselte er nach Abu Dhabi zum Erstligisten Al-Jazira Club. Hier bestritt er zehn Ligaspiele. Am 30. Juni 2023 wurde sein Vertrag nicht verlängert. Nachdem er vertrags- und vereinslos war, wurde er am 3. November 2023 vom tschechischen Verein SK Sigma Olmütz unter Vertrag genommen. 

### Nationalmannschaft
Novák startete seine Nationalmannschaftskarriere 2009 mit vier Einsätzen für die tschechische U19-Nationalmannschaft und durchlief bis September 2012 alle nachfolgenden Nachwuchsnationalmannschaften seines Landes.
Im November 2014 stand er erstmals im Spielerkader der tschechischen A-Nationalmannschaft, später im März 2015 debütierte Novák während eines Testspiels gegen die Slowakei.

## Erfolge
- FK Jablonec
  - Tschechischer Pokalsieger: 2012/13[9]
  - Tschechischer Supercupsieger: 2013[9]
- FC Midtjylland
  - Dänischer Meister: 2017/18 1
- Trabzonspor
  - Türkischer Pokalsieger: 2019/20[9]